# Bankekinds socken
Bankekinds socken i Östergötland ingick i Bankekinds härad, ingår sedan 1971 i Linköpings kommun och motsvarar från 2016 Bankekinds distrikt.
Socknens areal är 58,72 kvadratkilometer, varav 54,72 land. År 2000 fanns här 918 invånare. Tätorten Bankekind med sockenkyrkan Bankekinds kyrka ligger i socknen. 

## Administrativ historik
Bankekinds socken har medeltida ursprung under namnet Svinstads socken.
Vid kommunreformen 1862 övergick socknens ansvar för de kyrkliga frågorna till Svinstads församling och för de borgerliga frågorna till Svinstads landskommun. Landskommunen inkorporerades 1952 i Askeby landskommun, uppgick 1961 i Åkerbo landskommun och uppgick 1971 i Linköpings kommun. Församlingen uppgick 1 januari 2009 i Åkerbo församling.
Den 1 januari 2016 inrättades distriktet Bankekind, med samma omfattning som församlingen hade 1999/2000.  
Socknen har tillhört samma fögderier och domsagor som Bankekinds härad.  De indelta soldaterna tillhörde   Första livgrenadjärregementet, Livkompanit och Andra livgrenadjärregementet, Tjusts och Linköpings kompanier.

## Geografi
Bankekinds socken ligger sydost om Linköping med Ärlången i sydost och Stångån i öster. Översjön och Svinstadsjön avrinner genom Vårdsbergsån. Socknen är en småkuperad slätt- och odlingsbygd med skog i sydost.
Större egendomar är Grävsten, Erikstad och Strömsbro.

## Fornlämningar
Kända från socknen är gravrösen från bronsåldern, ett tiotal gravfält, stensättningar och stensträngar från järnåldern. Tre fornborgar finns här, mest känd är Pukeborg.

## Namnet
Namnet (1337 Swinstadhum) kommer från kyrkbyn. Olika teorier om namnets ursprung förekommer. Förleden innehåller (vild)svin. Efterleden är sta(d), 'ställe, plats'. Den 1 januari 1904 (enligt beslut den 22 maj 1903) ändrades namnet från Svinstad till Bankekind, då sockenborna generades av ortnamnets association med svinkreatur. Forskare har dock ansett att ortnamnet har sitt ursprung i det germanska ordet swin, som betyder upptorkat eller av grunt vatten betäckt ställe. Och nära byn fanns ängsmarker på båda sidorna av en bäck, som förr varit täckta av vatten, men avletts så att det uppstått ett swin, det vill säga upptorkat ställe. Namnet 
Bankekind som socken tog 1904 kommer från häradet.

### Fotnoter
1. 1 2  Svensk Uppslagsbok Bankekinds socken Arkiverad 19 augusti 2015 hämtat från the Wayback Machine.
2. 1 2  Harlén, Hans; Harlén Eivy (2003). Sverige från A till Ö: geografisk-historisk uppslagsbok. Stockholm: Kommentus. Libris 9337075. ISBN 91-7345-139-8
3. ↑  ”Församlingar”. Statistiska centralbyrån. https://www.scb.se/hitta-statistik/regional-statistik-och-kartor/regionala-indelningar/forsamlingar/. Läst 30 december 2022.
4. ↑  Administrativ historik för Bankekind socken (Klicka på församlingsposten). Källa: Nationella arkivdatabasen, Riksarkivet.
5. 1 2  Sjögren, Otto (1931). Sverige geografisk beskrivning del 2 Östergötlands, Jönköpings, Kronobergs, Kalmar och Gotlands län. Stockholm: Wahlström & Widstrand. Libris 9939
6. 1 2  Nationalencyklopedin
7. ↑  Fornlämningar, Statens historiska museum: Bankekinds socken
8. ↑  Fornminnesregistret, Riksantikvarieämbetet: Bankekinds socken Fornminnen i socknen erhålls på kartan genom att skriva in sockennamn (utan "socken") i "Ange geografiskt område"
9. ↑  Mats Wahlberg, red (2003). Svenskt ortnamnslexikon. Uppsala: Institutet för språk och folkminnen. Libris 8998039. ISBN 91-7229-020-X. https://isof.diva-portal.org/smash/get/diva2:1175717/FULLTEXT02.pdf
10. ↑   (PDF) Folkräkningen den 31 december 1910, I, Areal och folkmängd inom särskilda förvaltningsområden. Stockholm: Statistiska centralbyrån. 1914. sid. 20. Arkiverad från originalet den 25 oktober 2014. https://www.webcitation.org/6Tb6rLpBf?url=http://www.scb.se/Grupp/Hitta_statistik/Historisk_statistik/_Dokument/SOS/Folkrakningen_1910_1.pdf. Läst 26 oktober 2014
11. ↑  Wadstein, Elis, Sveriges namn. Fornvännen, 1930, sid. 199